# ناتالیا لاشچنوا
ناتالیا لاشچنوا (به انگلیسی: Natalia Lashchenova) ژیمناست زادهٔ ۱۶ سپتامبر ۱۹۷۳ میلادی اهل کشور شوروی است.